# ATP Challenger Tour Finals 2013 - Singolare
Il singolare  dell'ATP Challenger Tour Finals 2013 è stato un torneo di tennis facente parte dell'ATP Challenger Tour 2013.
Guido Pella era il detentore del titolo ma non si è qualificato per questa edizione del torneo.
Filippo Volandri ha sconfitto in finale Alejandro González per 4-6, 6-4, 6-2.

## Teste di serie
1. Tejmuraz Gabašvili (semifinale)
2. Filippo Volandri (campione)
3. Oleksandr Nedovjesov (semifinale)
4. Jesse Huta Galung (round robin)

1. Alejandro González (finale)
2. Adrian Ungur (round robin)
3. Andrej Martin (round robin)
4. Guilherme Clezar (round robin)

## Tabellone

### Legenda
| - Q = Qualificato - WC = Wild card - LL = Lucky loser | - ALT = Alternate - SE = Special Exempt - PR = Protected Ranking | - w/o = Walkover - r = Ritirato - d = Squalificato |

### Finali
|  | Semifinali | Semifinali           | Semifinali | Semifinali | Semifinali |  |  | Finale | Finale             | Finale | Finale | Finale |  |
|  |            |                      |            |            |            |  |  |        |                    |        |        |        |  |
|  | 1          | Tejmuraz Gabašvili   | 5          | 6          | 4          |  |  |        |                    |        |        |        |  |
|  | 2          | Filippo Volandri     | 7          | 2          | 6          |  |  | 2      | Filippo Volandri   | 4      | 6      | 6      |  |
|  | 5          | Alejandro González   | 6          | 64         | 6          |  |  | 5      | Alejandro González | 6      | 4      | 2      |  |
|  | 3          | Oleksandr Nedovjesov | 3          | 7          | 0          |  |  |        |                    |        |        |        |  |

### Gruppo Verde
|      |                      | Gabašvili     | Nedovjesov    | Ungur         | Clezar        | RR V-P | Set V-P | Game V-P | Classifica |
| 1    | Tejmuraz Gabašvili   |               | 4–6, 6–3, 6–1 | 6–2, 6–3      | 7–5, 4–6, 4–6 | 2–1    | 5–3     | 43–32    | 1          |
| 3    | Oleksandr Nedovjesov | 6–4, 3–6, 1–6 |               | 6–4, 5–7, 6–3 | 6–4, 5–7, 6–3 | 2–1    | 5–4     | 44–44    | 2          |
| 6    | Adrian Ungur         | 3–6, 2–6      | 4–6, 7–5, 3–6 |               | 6–3, 7–5      | 1–2    | 3–4     | 32–37    | 3          |
| 8/WC | Guilherme Clezar     | 5–7, 6–4, 6–4 | 4–6, 7–5, 3–6 | 3–6, 5–7      |               | 1–2    | 3–5     | 39–45    | 4          |

La classifica viene stilata in base ai seguenti criteri: 1) Numero di vittorie; 2) Numero di partite giocate; 3) Scontri diretti (in caso di due giocatori pari merito); 4) Percentuale di set vinti o di games vinti (in caso di tre giocatori pari merito); 5) Decisione della commissione.

### Gruppo Giallo
|   |                    | Volandri         | Huta Galung      | González      | Martin   | RR V-P | Set V-P | Game V-P | Classifica |
| 2 | Filippo Volandri   |                  | 4–6, 7–6(5), 6–3 | 3–6, 3–6      | 6–0, 6–4 | 2–1    | 4–3     | 37–29    | 2          |
| 4 | Jesse Huta Galung  | 6–4, 6(5)–7, 3–6 |                  | 3–6, 6–2, 4–6 | 6–3, 6–4 | 1–2    | 4–4     | 38–40    | 3          |
| 5 | Alejandro González | 6–3, 6–3         | 6–3, 2–6, 6–4    |               | 6–2, 6–3 | 3–0    | 6–1     | 38–24    | 1          |
| 7 | Andrej Martin      | 0–6, 4–6         | 3–6, 4–6         | 2–6, 3–6      |          | 0–3    | 0–6     | 16–36    | 4          |

La classifica viene stilata in base ai seguenti criteri: 1) Numero di vittorie; 2) Numero di partite giocate; 3) Scontri diretti (in caso di due giocatori pari merito); 4) Percentuale di set vinti o di games vinti (in caso di tre giocatori pari merito); 5) Decisione della commissione.